# バイきんぐ
バイきんぐは、日本のお笑いコンビ。ソニー・ミュージックアーティスツ（SMA NEET Project）所属。1996年5月結成。NSC大阪校17期出身。キングオブコント2012王者。コンビ名の名付け親は藤井ペイジ（飛石連休）。

## メンバー
小峠 英二（ことうげ えいじ、1976年（昭和51年）6月6日 - （49歳））
福岡県田川郡大任町出身。福岡県立東鷹高等学校卒業。
主にツッコミ・ネタ作り担当、立ち位置は向かって左。

西村 瑞樹（にしむら みずき、1977年（昭和52年）4月23日 - （48歳））
広島県広島市出身、同県安芸郡府中町育ち。兵庫県立尼崎稲園高等学校卒業。
主にボケ担当、立ち位置は向かって右。

## 略歴
- 2人が初めて出会ったのは大分県杵築市の自動車教習所における合宿。当時はあまり会話も交わさなかったが、後にNSCでの面接の際に再会し「これは運命だ」と思い、1996年5月結成[5]。
- 1996年、NSC大阪校へ17期生として入学。同期にはヤナギブソン（ザ・プラン9）[6]、西麻布ヒルズなどがいる。後に活動へのモチベーションを保つのが難しくなったのをきっかけに上京。
- 1999年頃はワタナベエンターテインメント、2000年頃に東京吉本へ所属するもどちらも1年ほどで解除となっている[7]。
- 結成当初は「バイキング」表記だったが、後に現在のものへ改名。改名の理由はネット検索にて食べ放題の飲食店と間違えられないようにするため[8]。ワタナベに吉本と事務所を転々としていた低迷期の一時期には、事務所主催ライブ以外のフリーライブへ出演するためコンビ名を「めすどり同好会」に改名し、個々の芸名も小峠がクロヒョウ、西村がバードマンとしていた時期があった[9]。
- 事務所ライブへの出演の他に、かつては直の先輩であるハリウッドザコシショウとのユニットライブ『やんべえ』を2005年から2か月に一度のペースで開催していた[10]。
- 『キングオブコント』では2008年と2011年に準決勝進出。2012年に決勝へ初進出し、優勝を成し遂げる。
  - 1stステージにて「卒業生」を披露し、当時の歴代最高得点である967点（1000点満点）を獲得[注 2]。
  - 2ndステージでは「帰省」を披露。974点とさらに記録を更新し、総合でも歴代最高得点の1941点を獲得した。このネタで小峠が発した「なんて日だ!」というフレーズは本人の持ちギャグにもなっている。

## 芸風
- 主にコント。店などの日常的なテーマを元に、非常識な振る舞いをする西村に対して小峠が怒り口調でツッコむのが特徴。ネタによっては奇妙な味の雰囲気や設定のコント（「店じまい」「以前の住人」「マキガミ」「BLACK」など）や、最終的に西村が小峠を騙すコント（「墓参り」「キャバクラ」「ぼったくりバー」など）もある。この他にはファミコンを故人に見立てた遺影を持ってのコント、「コンビニ強盗」「処方箋」「セールスマン」「口パク落語」「雨の日サービス」「西村放送局」「有休」「交通量調査」「クイズ番組」などがある。
- ネタ作りは小峠が担っており、西村がアイデアを出すこともあるがあまり採用されていない[11]。小峠はコンビを「西村は“いかにも言いそうなことを言うバカの役”で、自分はそれを注意する役」で“バカと注意のコンビ”でもあるといった旨を語っている[12]。特に「ボケにならないバカのラインを見つけるのは大変」とのこと[13]。
- かつての持ちネタの中にはジージャンにジーパン、サングラスという姿でワイルドな一言を発するネタや、SMを思わせるようなネタや紙おむつで顔を叩いたり、小峠が西村の足の裏を舐めたり亀甲縛り状態になったりするなどを披露したことがあり、これらのネタは「汚ねぇ系コント」と称されたこともあった[14]。
- 結成当初はボケ・ツッコミが逆で[12]、上記のネタでは小峠がボケを担当していた。現在でも小峠が途中からボケへ転じたり、ボケを交えつつツッコむことがある。

## エピソード
- 『突撃!アッとホーム』（NHK総合）のコーナー「ファミリー トレジャー ハンティング」において、ロケ中に坂本龍馬直筆の手紙を発見した。内容は時期的に見て暗殺直前のものではないかと考えられるもので、世紀の大発見であった。その発見の一部始終は番組内で放送され所有者に小峠がしつこく食い下がった結果、世へ出たことから小峠の功績を評価する声は大きい[15]。
- キングオブコント優勝以前は、2ヵ月に1回新ネタを6本披露するライブを4年間開催していたが、小峠は3年経った時に一旦辞めようと決めた。その際にザコシから「辞めるのは駄目だよ、もう1年頑張ればキングオブコントの決勝に行ける」と激励され、小峠も「ザコシさんがそこまで言うのならあと1年頑張ります」と続行を決意した。小峠によるとその残りの1年で完成したネタが「帰省」だったという。
- 2016年1月放送のバラエティ番組にて出演した芸人27人のIQ検査を実施したところ、西村はIQ125という高い数値を出した[16]。また、その番組のIQ検査の結果では上位トップ3が原西孝幸（FUJIWARA）の135、斎藤司（トレンディエンジェル）の132、西村の125であった。
- 2017年4月12日放送の『水曜日のダウンタウン』では、「頭脳と肉体を兼ね備えたコンビこそ最強説」として西村は頭脳派芸人として出演した[17]。しかしクイズでは、日本の中央官庁の名称が答えられなかった。
- 「相性が悪い」「コンビとして成立しないから」という理由から小峠は西村とのロケをNGとしている。2022年4月に放送された西村MCの『西村キャンプ場』では、小峠と西村のロケ共演は地上波では6年ぶりであった[18][19]。ただしコントについて小峠は、「西村じゃないとダメ」「コントをやる上では一番の相方です」と評価している[19]。

## 出演
メンバー単独での出演はそれぞれ、小峠英二#出演・西村瑞樹#出演の項を参照。

### テレビ

#### 現在の出演番組
レギュラー・準レギュラー等
- 所さんの学校では教えてくれないそこんトコロ!（テレビ東京）- レポーター
- 水曜日のダウンタウン（TBS）- 小峠はプレゼンター（準レギュラー）、西村も主にドッキリ要員として不定期出演している[20]。

特番
- キングオブコント（TBS、2021年 - ） - 小峠：審査員、西村：暫定順位席スペシャルサポーター

#### 過去の出演番組
レギュラー・準レギュラー等
- オンバト+（NHK総合）戦績7勝3敗 最高521KB
  - 第2回チャンピオン大会 ファイナルステージ3位
  - キングオブコント優勝後にも通常回（2012年11月10日、2013年3月9日放送回）に出場してオンエアを勝ち取っている。これは歴代王者の中でも唯一バイきんぐしか達成していない記録となっている[注 3]。
- 伊集院光のばらえてぃーばんぐみ（東名阪ネット6、2012年7月 - 9月）- 小峠のみ（西村も出演した回あり）
- カーチス presents ピッカピ・カー査定団（TBC東北放送、BS-TBS、2015年10月 - 2018年3月）
- 趣味バカ（サンテレビ）- 小峠のみ準レギュラー。西村も料理のミニコーナーのレギュラーを持つなど出演経験あり。小峠は「バイきんぐ小峠」名義で「CP」、西村は「カリー西村」名義で「ケータリング」としてエンドロールにクレジットされている。
- 突撃!アッとホーム（2014年3月22日 - 2015年3月7日、NHK総合）- 「ファミリー トレジャー ハンティング」コーナー
- ナスD大冒険TV（テレビ朝日、2020年10月24日 - 2025年2月9日） - MC、西村は無人島生活も（SP）

特番
- キングオブコント（TBS）
  - 2008年、セミファイナリスト
  - 2011年、セミファイナリスト
  - 2012年、優勝
    - キングオブコント外伝〜勝者達の共宴SP〜（2012年10月5日、TBS）
- 新春ゴールデンピンクカーペットSP（2009年1月1日、フジテレビ）- キャッチコピーは「おもしろさ食べ放題」
- オールスター感謝祭
  - オールスター感謝祭'12秋超豪華!クイズ決定版
  - オールスター感謝祭'14秋アノ話題の人がナマで大暴れSP
  - オールスター感謝祭2016春
  - オールスター感謝祭2016秋
  - オールスター感謝祭2017春
  - オールスター感謝祭2017秋
- 芸能人格付けチェック（テレビ朝日）- 大予選会に出場
  - 芸能人格付けチェック2014 お正月スペシャル 結果は予選敗退。
  - ABC創立65周年 芸能人格付けチェック 2016お正月スペシャル 結果は予選敗退。
  - 芸能人格付けチェック 2017 お正月スペシャル 結果は予選敗退。
  - 芸能人格付けチェック 2018 お正月スペシャル 結果は決勝敗退。
  - 芸能人格付けチェック 2019 お正月スペシャル 結果は予選敗退。
- みんなの大喜利（2018年7月1日、日本テレビ）- 小峠：MC、西村：回答者
- はじめまして!一番遠い親戚さん（2018年8月12日、日本テレビ）- 小峠：MC、西村：パネラー
- 逆襲のビリーちゃん 〜最下位に学ぶ人生の歩き方〜（2019年2月18日、テレビ東京）[21]- 小峠：MC、西村：ビリーちゃんの声
- 消えそうで消えない世界（2019年3月24日、東海テレビ）- MC
- 大漁JAPAN（テレビ東京） - 小峠：MC、西村：レポーター
  - 大漁JAPAN【地引網で海の底のウマい魚、全部獲って食う!】（2019年12月3日）- 小峠のみ
  - 大漁JAPAN〜地引網で海の底のウマい魚、全部獲って食う!〜（2020年8月14日）
  - 大漁JAPAN〜お祭り地引網でモンスター魚を大漁捕獲!〜（2020年12月11日）
  - 大漁JAPAN【すごい漁でモンスター巨大魚＆絶品珍魚を大量捕獲!】（2021年4月23日）
  - 大漁JAPAN【番組史上最高の大・大・大漁!5トンの魚を一斉捕獲!】（2021年7月16日）
- お先に!ニューノーマル 〜山陰発の新しい日常 調べてみた〜（2020年10月11日、BSS山陰放送）[22]
- ウラ撮れちゃいました（2021年5月9日、テレビ朝日）- 小峠：MC、西村：レポーター
- 水曜NEXT!「小峠＆人気芸人がグダグダトーク!」（2021年11月25日、フジテレビ）- 小峠：MC、西村：VTR出演

その他の出演
- 虎の門（テレビ朝日、テレビ初出演）
- ワッチミー!TV×TV（2008年4月28日、BSフジ）
- あらびき団（2008年5月14日、TBS）
- お台場お笑い道（フジテレビ721）
- お笑い図鑑 ハマヌキ（テレビ神奈川）
- エンタの天使（日本テレビ）
  - 2008年7月27日（第5回）、キャッチコピーは「神出鬼没な笑金稼ぎ」
  - 2010年3月24日（第15回）、キャッチコピーは「葬式中に喜ぶ男」。元々は『エンタの神様』の番組中で収録されたものだったが、未放映だったためこの回にこちらで放送
- イツザイ（2008年9月27日・10月18日、テレビ東京）- キャッチコピーは「あと一歩で本格派」
- 爆笑レッドカーペット（2008年11月18日、フジテレビ）- キャッチコピーは「おもしろさ食べ放題」
- イツザイS（テレビ東京）
- バカヂカラ（TOKYO MX）
- 新進気鋭（2012年8月11日、日本テレビ）
- サタネプ☆ベストテン （2012年9月1日、TBS）
- 笑点 （日本テレビ）- 2012年10月28日
- アメトーーク!（テレビ朝日）
  - 相方どうかしてるぜ芸人2(2013年10月10日)
  - ○○じゃない方芸人 2017（2017年6月1日）
  - 女性人気ない芸人（2018年2月22日）
  - 相方向上心ない芸人（2018年10月11日）
- 関ジャニ∞のジャニ勉（テレビ朝日）- 2013年3月27日
- ゴッドタン（テレビ東京）
  - 第3回バカヤロウ徒競走（2012年12月1日・8日）
  - DVD発売記念 第2のヒム子オーディション（2015年5月17日）
  - マジギライ1/5（2015年11月14日）
  - コンビ芸開発委員会（2016年10月16日）
  - キモンスターズ・チャンプ7（2017年8月13日）
- 内村さまぁ〜ず（2013年3月4日・2014年4月28日・2015年3月2日、内さま.com・TOKYO MXほか）
- 小力の小部屋 第162回（2013年6月17日、マシェリバラエティ、ニコニコ生放送、スカパー!275ch
- ごちそんぐDJ（NHK Eテレ） - ナレーション
- 大！天才てれびくん（2014年2月20日、NHK Eテレ）
- とんねるずのみなさんのおかげでした（2014年5月8日、フジテレビ）
- A-Studio (2018年9月21日、TBS)
- タモリ倶楽部（テレビ朝日）- 不定期出演、小峠のみの出演も含む。

### 映画
- 田沼旅館の奇跡（2015年12月5日）- 本人 役
- 海すずめ（2016年7月2日）- 編集者・三井 役（小峠）、編集者・小林 役（西村）

### 劇場アニメ
- 劇場版 夏目友人帳 〜うつせみに結ぶ〜（2018年9月29日）- もんもんぼう 役（小峠）、六本ある妖怪 役（西村）[23]
- 映画 クレヨンしんちゃん 超華麗!灼熱のカスカベダンサーズ（2025年8月8日） - ウフンアハーン 役（小峠）、バイト君 役（西村）[24][25]

### ネット配信
- キングオブコント大反省会（2018年、GYAO! / 2019年・2020年、Paravi） - MC、2021年以降、小峠が本編審査員になったため西村が一人で出演を継続している。
- フレンドリーバイきんぐ（ABEMA SPECIAL2）
  - 〜初めての出会い【キャンプ編】〜（2019年2月23日、3月2日）[26]
  - 〜海キャンプ編〜（2019年8月31日、9月7日）
  - 〜冬キャンプ編〜（2020年2月29日、3月7日）
  - 〜真夏の友達作りキャンプ編〜（2020年8月29日、9月5日）
  - 〜2021冬キャンプ みなさんのおかげで3周年〜（2021年2月27日、3月7日）
- BIGLOBE presents -エンタメフリー劇場- なんてネタだ!グランプリ（2021年9月10日 - 10月29日、ABEMA） - MC
- ナスD大冒険TV（ABEMA） - MC
  - ナスD大冒険TV地上未公開シーン（2020年11月6日 - 2021年1月22日）
  - ナスD大冒険TV バイきんぐ西村の無人島0円生活体験withナスD（2021年2月5日 - 12月17日）
- 大脱出（DMM TV）（2023年2月22日 -）

### ラジオ
- オールナイトニッポンR 決戦!お笑い有楽城（2012年9月22日、ニッポン放送）- 優勝
- バイきんぐのバズきんぐ（2017年7月14日 - 2018年2月2日、SMART USEN）

### CM
- ポケラボ（運命のクランバトル）
- リクルート「ゼクシィ」芸人30人のプロポーズ編
- エコリカ（2012年 - ）
- カーチス （2015年 - ）
- みずほ銀行「ドリームジャンボ宝くじ」（2018年）
- スマートニュース（2019年）[27]
- BIGLOBE（2019年 - ）
- 森永製菓「森永ミルクキャラメル」（2020年）
- HRBrain「EX Intelligence」（2022年1月） - 藤田ニコルと共演[28]
- ディースリー・パブリッシャー「地球防衛軍6」（2022年8月）
- P&G「アリエール」（2024年 - ）生田斗真と共演
- カルビー（2024年6月 - ） - 「じゃがい者」プロジェクトリポーター

## 単独公演
- 2008年3月3日 - バイきんぐ初単独ライブ「鬼火」（Beach V）
- 2008年7月29日 - バイきんぐ第2回単独ライブ「けじめ」（Beach V）
- 2012年10月29日 - バイきんぐ～ベストネタ収録ライブ～「King」（新宿モリエール）
- 2013年6月27日 - 28日 - バイきんぐ単独ライブ「エース」（北沢タウンホール）
- 2014年6月4日 - 5日 - バイきんぐ単独ライブ「Jack」（北沢タウンホール）
- 2015年7月2日 - 3日 - バイきんぐ単独ライブ「クィーン」（北沢タウンホール）
- 2016年7月16日 - 17日 - バイきんぐ単独ライブ「ハート」（北沢タウンホール）
- 2017年7月13日 - 14日 - バイきんぐ単独ライブ「クローバー」（きゅりあん小ホール）
- 2018年8月9日 - 10日 - バイきんぐ単独ライブ「ROYAL」（きゅりあん小ホール）
- 2019年7月25日 - 26日 - バイきんぐ単独ライブ「ぺあ」（四谷区民ホール）
- 2021年7月17日 - 18日 - バイきんぐ単独ライブ「STRAIGHT」（日本教育会館 一ツ橋ホール）
- 2022年8月26日 - 27日 - バイきんぐ単独ライブ「キャバレー」（ヒューリックホール東京）
- 2023年9月2日 - 3日、9日 - 10日 - バイきんぐ単独ライブ「爆音」（日経ホール、日本教育会館 一ツ橋ホール）

## 作品

### DVD

#### 単独公演
- バイきんぐ「King」（2012年12月26日、アニプレックス ANSB-55116）
- バイきんぐ単独ライブ「エース」（2013年9月25日、アニプレックス ANSB-55148）
- バイきんぐ単独ライブ「Jack」（2014年9月24日、アニプレックス ANSB-55174）
- バイきんぐ単独ライブ「クィーン」（2015年9月30日、アニプレックス ANSB-55199）
- バイきんぐ単独ライブ「ハート」（2016年10月26日、アニプレックス ANSB-55227）
- バイきんぐ単独ライブ「クローバー」（2017年10月25日、ソニー・ミュージックマーケティング SSBX-2630）
- バイきんぐ単独ライブ「ROYAL」（2018年10月31日、ソニー・ミュージックマーケティング SSBX-2649）
- バイきんぐ単独ライブ「ぺあ」（2019年10月23日、ソニー・ミュージックマーケティング SSBX-2666）
- バイきんぐ単独ライブ「STRAIGHT」（2021年11月24日、ソニー・ミュージックソリューションズ SSBX-2700）
- バイきんぐ単独ライブ「キャバレー」（2022年11月23日、ソニー・ミュージックソリューションズ SSBX-2716）
- バイきんぐ単独ライブ「爆音」（2023年11月22日、ソニー・ミュージックソリューションズ SSBX-2844）

#### その他
- 『まめ』Vol.1 〜若手芸人コンプリート・カタログ〜（2005年9月21日、徳間ジャパンコミュニケーションズ TKBU-5211）
- 群雄割拠!SMAお笑いカーニバル（2006年6月7日、日本クラウン CRBP-10042）
- 群雄割拠!SMAお笑いカーニバル2（2007年10月24日、ソニー・ミュージックマーケティング SSBX-2291）
- 群雄割拠!SMAお笑いカーニバル3（2008年10月22日、ソニー・ミュージックマーケティング SSBX-2292）
- 「イツザイ」 インディーズ芸人スペシャル（2009年3月4日、ワーナーミュージック・ジャパン B001OGTWSU）
- 伊集院光のばらえてぃー（ポニーキャニオン）
  - だるまさんが動いたらみんなバラバラの巻（2012年2月24日 PCBG-11141）- 小峠のみ
  - ラジオの魅力に迫りまSHOW!〜投稿しNIGHT〜巻（2012年4月27日 PCBG-11143）- 小峠のみ
  - 裸・裸・裸フィッシングの巻（2012年5月25日 PCBG-11144）- 小峠のみ
  - ノンアルコールドミノ毒入りの巻（2012年6月29日 PCBG-11145）- 小峠のみ
  - 体内時計でぴったんこの巻（2012年7月27日 PCBG-11146）
- 伊集院光のばらえてぃーぷらす（ポニーキャニオン）
  - 本当は怖い話だった話の巻（2013年1月25日 PCBG-11183）- 小峠のみ
  - ランナーズハイでわっはっはの巻（2013年2月20日 PCBG-11184）
  - おぼえて おぼえて 6ヶ月!!の巻（2013年3月20日 PCBG-11185）
- 田沼旅館の奇跡（2016年6月29日 よしもとアール・アンド・シー B01FDO3CP2）

- ちょっぴり恥ずかしいけど笑ってほしいから見てほしい　―SMAお笑いカーニバル総集編―（2017年2月17日、ゴマブックス）[29]
- ベストネタシリーズ バイきんぐ（2017年8月23日、ソニー・ミュージックマーケティング SSBX-2621）
- ハリウッドザコシショウｘバイきんぐ エンターテイメントライブ「やんべえ21」（2022年4月27日、Contents League CLDS-2008）